# Fechas (España)
Fechas (llamada oficialmente Santa María de Fechas) es una parroquia y una aldea del municipio español de Celanova, en la provincia de Orense, Galicia.

## Organización territorial
La parroquia está formada por cuatro entidades de población:
- Fechas
- Fechiñas
- La Ramallosa (A Ramallosa)
- Puente-Fechas (Ponte Fechas)(Ponte-Fechas)

## Demografía

### Parroquia
| Gráfica de evolución demográfica de Fechas (parroquia) entre 2000 y 2022 |
|                                                                          |
| Datos según el nomenclátor publicado por el INE.                         |

### Aldea
| Gráfica de evolución demográfica de Fechas (aldea) entre 2000 y 2022 |
|                                                                      |
| Datos según el nomenclátor publicado por el INE.                     |